# Борзаковський Петро Корнійович
Петро Корнійович Борзаковський(1855 — не раніше 1914) Історик-популяризатор, біограф

## Життєпис та науковий доробок
Народився 18 жовтня 1855 на Полтавщині.
Середню освіту отримав у Полтавській духовній семінарії. На сторінках «Киевской Старины» опублікував розлогі спогади про ці роки свого життя. У першій половині 1870-х отримав вищу освіту на історико-філологічному ф-ті Імператорського Новоросійського університету.
Про одного зі своїх викладачів П. Бруна залишив цінні спогади. Входив до української одеської «Громади». Публікував українські водевілі під псевдонімом «Земляк». Викладав історію та мову у 2-й Одеській гімназії, Маріїнський жіночій гімназії, працював на посаді інспектора народних училищ Катеринославської губ., згодом — директора народних училищ Херсонської губ. 1898 був обраний членом педагогічного відділу історико-філологічного товариства при Імператорському Новоросійському університеті.
У 1899 став директором 4-ї Одеської гімназії. 1905-1906 був інспектором студентів Імператорського Новоросійського університету. Після цього звільнився з усіх посад. Публікував статті педагогічного змісту на сторінках журналу «Русская школа». Його праці не можна назвати фундаментальними. Він переслідував скромну мету популяризації знань про видатні постаті історії Росії та України передусім серед молоді. Він досить сумлінно підбирав факти, його праці відрізнялись вишуканим літературним стилем, пієтетом до своїх героїв, особливо Катерини ІІ. У своїх працях історик наводив розлогі уривки з історичних джерел, таким чином поширюючи уявлення про підґрунтя історичного знання серед широких кіл суспільства. З іншого боку, некритичний підхід до історичних персонажів сприяв поширенню серед населення російсько-імперських міфів, які експлуатуються на півдні України до сьогодні.

## Праці
- Московский книгопечатник Иван Федоров. — Одесса, 1884;
- Историко-литературная хрестоматия. — Одесса, 1886;
- Императрица Екатерина ІІ. — Одесса, 1896;
- Великий писатель-поэт Н. В. Гоголь. — Одесса, 1902;
- Великий русский ученый и писатель-поэт М. В. Ломоносов. — Одесса, 1911;
- Русский поэт М. Ю. Лермонтов. — Одесса, 1914..